# Robertson Pet
Robertson Pet là một thị xã và là nơi đặt hội đồng thành phố của quận Kolar thuộc bang Karnataka, Ấn Độ.

## Nhân khẩu
Theo điều tra dân số năm 2001 của Ấn Độ, Robertson Pet có dân số 141.294 người. Phái nam chiếm 50% tổng số dân và phái nữ chiếm 50%. Robertson Pet có tỷ lệ 81% biết đọc biết viết, cao hơn tỷ lệ trung bình toàn quốc là 59,5%: tỷ lệ cho phái nam là 85%, và tỷ lệ cho phái nữ là 77%. Tại Robertson Pet, 10% dân số nhỏ hơn 6 tuổi.